# Witold Hurewicz
Witold Hurewicz (ur. 29 czerwca 1904 w Łodzi, zm. 6 września 1956 w Méridzie w Meksyku) – polski matematyk.

## Życiorys
Jego ojciec Mieczysław był przemysłowcem. W roku 1921 zdał maturę w Łodzi i rozpoczął studia na Uniwersytecie Wiedeńskim. Jego nauczycielami byli m.in. Hans Hahn i Karl Menger. Hurewicz uzyskał stopień naukowy doktora w 1926 roku na Uniwersytecie Wiedeńskim. W latach 1927–1928, dzięki fundacji Rockefellera, spędził rok w Amsterdamie. Następnie w latach 1928–1936 był asystentem Luitzena Brouwera. W roku 1936 wyjechał na rok do USA, do Institute for Advanced Study w Princeton i nie wrócił już do Amsterdamu. Podjął pracę w Uniwersytecie Karoliny Północnej. W czasie II wojny światowej pracował dla wojska Stanów Zjednoczonych nad zastosowaniami matematyki w MIT Radiation Laboratory. Zajmował się wtedy serwomechanizmami.
Zmarł w czasie konferencji naukowej w Meksyku, w wyniku upadku z piramidy w Uxmal.

## Praca naukowa
Głównym motywem działalności naukowej Hurewicza była teoria wymiaru. Początkowo zajmował się tym tematem w aspekcie topologii ogólnej i teorii mnogości. Udowodnił, że z hipotezy continuum wynika istnienie takiej przestrzeni nieskończonego wymiaru, której każda podprzestrzeń skończenie wymiarowa jest przeliczalna (czyli wymiaru 0). W 1930 roku udowodnił twierdzenie o możliwości zanurzenia ośrodkowej przestrzeni metrycznej skończonego wymiaru w przestrzeń metryczną zwartą tego samego wymiaru.
Prawdopodobnie najbardziej znanym wynikiem jego prac jest udowodnienie, że każda zwarta przestrzeń metryczna {\displaystyle X} wymiaru {\displaystyle n} zanurza się w przestrzeń euklidesową
{\displaystyle \mathbb {R} ^{n+m}\;(m=1,2,\dots )}
w taki sposób, że punkty, których obrazy należą do zbioru obrazów {\displaystyle k} punktów przestrzeni {\displaystyle X,} tworzą zbiór wymiaru nie większego niż
{\displaystyle n-(k-1)m}.
Innym osiągnięciem Hurewicza (w teorii wymiaru) jest twierdzenie orzekające, że kostka Hilberta nie może być przedstawiona w postaci sumy przeliczalnie wielu podprzestrzeni skończonego wymiaru.
W czasie pobytu w Amsterdamie Witold Hurewicz zajmował się teorią homotopii. W czterech pracach napisanych w 1935 i opublikowanych w Amsterdam Proceedings zajmował się obliczaniem grup homotopii i ich związkami z grupami homologii. Dopiero w latach 50. XX wieku dzięki pracom Jean-Pierre Serre’a, Samuela Eilenberga, Saundersa Mac Lane’a, Johna Moore’a i Henriego Cartana teoria homotopii została w istotny sposób rozwinięta.
W 1941 roku napisał wraz z Henrym Wallmanem często cytowaną monografię o teorii wymiaru, która została przetłumaczona na język rosyjski. Już po śmierci, w roku 1958, wydana została druga jego książka, poświęcona równaniom różniczkowym zwyczajnym.
Najbardziej znany jest Hurewicz ze swoich badań nad teorią homotopii, gdy pracował pod kierownictwem Brouwera (jest uważany za twórcę tej teorii), oraz ze zdefiniowania ciągu dokładnego w roku 1941.

## Prace Witolda Hurewicza
1. Witold Hurewicz. Über eine Verallgemeinerung des Borelschen Theorems. „Math. Zeit.”. 24, s. 401–421, 1925.
2. Witold Hurewicz. Über schnitte von Punktmengen. „Proc. Akad. van Wetenschappen”. 29, s. 163–165, 1926.
3. Witold Hurewicz. Stetige bilder von Punktmengen. I. „Proc. Akad. van Wetenschappen”. 29, s. 1014–1017, 1926.
4. Witold Hurewicz. Stetige bilder von Punktmengen. II. „Proc. Akad. van Wetenschappen”. 30, s. 159–165, 1927.
5. Witold Hurewicz. Über unendlich-dimensionale Punktmengen. „Proc. Akad. van Wetenschappen”. 31, s. 916–922, 1928.
6. Witold Hurewicz. Dimensionstheorie und Cartesische Räume. „Proc. Akad. van Wetenschappen”. 34, s. 399–400, 1931.
7. Witold Hurewicz. Über die henkelfreie Kontinua. „Proc. Akad. van Wetenschappen”. 35, s. 1077–1078, 1932.
8. Hurewicz W., Knaster B. Ein Einbettungessatz uber henkelfreie Kontinua. „Proc. Akad. van Wetenschappen”. 36, s. 557–560, 1933.
9. Witold Hurewicz. Höher-dimensionale Homotopiegruppen. „Proc. Akad. van Wetenschappen”. 38, s. 112–119, 1935.
10. Witold Hurewicz. Homotopie und Homologiegruppen. „Proc. Akad. van Wetenschappen”. 38, s. 521–528, 1935.
11. Witold Hurewicz. Klassen und Homologietypen von Abbildungen. „Proc. Akad. van Wetenschappen”. 39, s. 117–126, 1936.
12. Witold Hurewicz. Asphärische Räumen. „Proc. Akad. van Wetenschappen”. 39, s. 215–224, 1936.
13. Witold Hurewicz. Über Folgen stetiger Funktionen. „Fund. Math.”. 9, s. 193–204, 1927. Warszawa.
14. Witold Hurewicz. Relativ perfekte Teile von Punktmengen und Mengen. „Fund. Math.”. 12, s. 78–109, 1932. Warszawa.
15. Witold Hurewicz. Une remarque sur ľhypotése du continu. „Fund. Math.”. 19, s. 8–9, 1932. Warszawa.
16. Witold Hurewicz. Theorie der Analytischen mengen. „Fund. Math.”. 15, s. 4–17, 1930. Warszawa.
17. Witold Hurewicz. Über Schnitte in topologischen Räume. „Fund. Math.”. 20, s. 151–162, 1933. Warszawa.
18. Witold Hurewicz. Normalbereiche und Dimensionstheorie. „Math. Ann.”. 96, s. 736–764, 1927.
19. Hurewicz W., Menger K. Dimension und Zusammenhangsstufe. „Math. Ann.”. 100, s. 618–633, 1928.
20. Witold Hurewicz. Über ein topologisches Theorem. „Math. Ann.”. 101, s. 210–218, 1929.
21. Witold Hurewicz. Über der sogenannter Produktsatz der Dimensionstheorie. „Math. Ann.”. 102, s. 305–312, 1929.
22. Witold Hurewicz. Zu einer arbeit von O. Schreier. „Abh. Math. Sem. Hansischen Univ.”. 8, s. 307–314, 1930.
23. Witold Hurewicz. Grundiss der Mengerschen Dimensionstheorie. „Math. Ann.”. 98, s. 64–88, 1927.
24. Witold Hurewicz. Über das Verhältniss separabel Räume zu kompakten Räumen. „Proc. Koninkl. Akad. Amsterdam”. 30 Ser. A (3), s. 425–430, 1927. Amsterdam.
25. Witold Hurewicz. Über Stetige Bilder von Punktmengen (Zweite Mittelung). „Proc. Koninkl. Akad. Amsterdam”. 30 Ser. A (1), s. 159–165, 1927. Amsterdam.
26. Witold Hurewicz. Zur Theorie der analytischen Mengen. „Fund. Math.”. 15, s. 4–17, 1930. Warszawa.
27. Witold Hurewicz. Satz uber stetige Abbildungen. „Fund. Math.”. 23. s. 54–62. Warszawa.
28. Witold Hurewicz. Homotopie, homologie und lokaler Zusammenhang. „Fund. Math.”. 25, s. 467–485, 1935. Warszawa.
29. Hurewicz W., Freudental H. Dehnungen, Verkürzungen, Isometrien. „Fund. Math.”. 26, s. 120–122, 1936. Warszawa.
30. Witold Hurewicz. Ein Theorem der Dimensionstheorie. „Ann. of Math.”. 31, s. 176–180, 1930.
31. Witold Hurewicz. Stetige abbildungen topologischer Räume. „Proc. International Congress Zurich”. 2, s. 203, 1932. Zurich.
32. Witold Hurewicz. Einbettung separabel Räume in gleich dimensional kompakte Räume. „Monatshefte fur Mathematik”. 37, s. 199–208, 1930.
33. Witold Hurewicz. Über dimensionserhöhende stetige Abbildungen. „J. reine angew. Math.”. 169, s. 71–78, 1933.
34. Witold Hurewicz. Über Abbildungen von endlichdimensionalen Räumen auf Teilmengen Cartesischer Räume. „Sitzungsber. Preuss. Akad. Wiss.”. 34, s. 754–765, 1933.
35. Witold Hurewicz. Über Abbildungen topologischer Räume auf die n-dimensionale Sphäre. „Fund. Math.”. 24, s. 144–150, 1935.
36. Witold Hurewicz. Beiträge zur Topologie der Deformationen (I. Höherdimensionale Homotopiegruppen). „Proc. Koninkl. Akad. Amsterdam”. 38 Ser. A (1), s. 112–119, 1935. Amsterdam.
37. Witold Hurewicz. Beiträge zur Topologie der Deformationen (II. Homotopie- und Homologiegruppen). „Proc. Koninkl. Akad. Amsterdam”. 38 Ser. A (5), s. 521–528, 1935. Amsterdam.
38. Witold Hurewicz. Beiträge zur Topologie der Deformationen (III. Klassen und Homologietypen von Abbidungen). „Proc. Koninkl. Akad. Amsterdam”. 39 Ser. A (1), s. 117–126, 1936. Amsterdam.
39. Witold Hurewicz. Beiträge zur Topologie der Deformationen (IV. Asphärische Räumen). „Proc. Koninkl. Akad. Amsterdam”. 39 Ser. A (2), s. 215–224, 1936. Amsterdam.
40. Witold Hurewicz. Über einbettung topologischer Räume in cantorsche Mannigfaltigkeiten. „Prace Matematyczno-Fizyczne”. 40, s. 157–161, 1933. Warszawa.
41. Witold Hurewicz. Ein Einfacher Beweis des Hauptsatzes über einbettung topologischer Räume in cantorsche Mannigfaltigkeiten. „Prace Matematyczno-Fizyczne”. 44, s. 157–161, 1937. Warszawa.
42. Hurewicz W., Steenrod N. E. Homotopy relations in fibre spaces. „Proc. Nat. Acad. Sci. U.S.A.”. 27, s. 60–64, 1941.
43. Hurewicz W. On the concept of fibre spaces. „Proc. Nat. Acad. Sci. U.S.A.”. 41, s. 956–961, 1955.
44. Hurewicz W., Fadell E. On the spectral sequence of a fibre space. „Proc. Nat. Acad. Sci. U.S.A.”. 41, s. 961–964, 1955.
45. Hurewicz W., Fadell E. On the spectral sequence of a fibre space. „Proc. Nat. Acad. Sci. U.S.A.”. 43, s. 241–245, 1957.
46. Witold Hurewicz. On duality theorems. „Bull. Amer. Math. Soc.”. s. 47–47–329.
47. Dowker C. H., Hurewicz W. Dimension of metric spaces. „Fund. Math.”. 43, s. 83–88, 1956.
48. Hurewicz W., Wallman H.: Dimension Theory. Princeton University Press, 1941. Brak numerów stron w książce
49. Four reports on servomechanisms for the Massachusetts Institute of Technology Radiation Laboratory
50. Greenberg H., Hurewicz W. Stability of mechanical systems. „N. D. R. C. Report”, 1944.brak numeru strony
51. Hurewicz: 5. Filters and servosystems with pulsed data. W: James, Nichols, Philips: Theory of servomechanisms. New York: MacGrew-Hill, 1947, s. 231–261, seria: MIT, Radiation Laboratory Series.
52. Hurewicz W.: Lectures of Ordinary Differential Equations. Massachusetts Institute of Technology Press, 1958. Brak numerów stron w książce